# De bortglömda barnen
De bortglömda barnen är en TV-dokumentär, inspelad av Sveriges Television i Rumänien under sommaren 1998.
Efter att Nicolae Ceaușescus diktatur föll öppnades portarna till de rumänska barnhemmen. Utmärglade barn hittades inspärrade på överfulla inrättningar som kunde liknas vid fångläger och mentalsjukhus. Programmet fokuserade på ett av barnen som hade tillbringat sin tid i det så kallade helvetet. Bilder som skildrade vanvård på rumänska barnhem 1990 blandades med bilder från 1998 för att påvisa eventuella förändringar och skillnader.

## Handling
Dokumentären följde Simona och elva andra barn som mötte friheten 1990. Barnen berättade om synen på livet, hur de kunde leva och gå vidare med att vara ”bortglömda” och övergivna av sina föräldrar och samhället.
De kom från ett sjukhus som liknande ett koncentrationsläger och var beläget ett dussintal mil söder om staden Craiova, kallat Poiana Mare, nära gränsen till Bulgarien och Serbien. År 1998 satt tusen människor inlåsta på sjukhuset. Av dessa var 200 kriminella, 300 handikappade och 500 hemlösa. Under 1990 var 105 barn kvar vid liv på sjukhuset av vilka 87 befriades samma år av Henrik Habo, som upptäckte bristerna på institutionen.
Personerna som följdes berättade om sina framtidsplaner: att skaffa jobb, familj, hjälpa andra som har det svårt och värna om barnens rätt i samhället. Samtidigt blev de påminda om hur illa de hade det under barndomen och besvikelsen över att deras föräldrar övergav dem. På grund av detta ville de hjälpa andra barn till en bättre framtid, för att skapa en positiv spiral.
Simona hade även en bror som var en av de arton vid liv som inte fick lämna lägret 1990. Med känslosamma bilder dokumenterades hans önskan att få komma därifrån och följa med Simona hem. Inledningsvis var han arg på henne, för hon hade lovat att komma året innan (1997). Brodern berättade vidare att personalen på sjukhuset sagt att Simona inte ville komma till Poiana Mare och hälsa på, eftersom tågbiljetten kostade för mycket. Han hade rivit sönder fotot på sin syster i tron på att hon övergivit honom. Simona förklarade senare att hon inte hade möjlighet att komma eftersom hon var tvungen att sköta sitt jobb som tidningsförsäljare och tillade: ”jag överger dig inte”. De båda ställde sig sedan under ett träd där de fotograferades av media för att vittna om återträffen.
Efter att filmteamet besökt Poiana Mare åkte de till Simonas barndomshem som låg i orten Corlate. Där återförenades vänner från förr.
I filmen vittnar många som suttit inlåsta i Poiana Mare om vanvården de utsatts för och hur hemskt livet var i Rumänien på Ceausescu-tiden. Numera lär Simona leva tillsammans med sina vänner i en god gemenskap i ett litet hus. I en intervju med Simona så berättade hon (ett utdrag):
| ” | Jag tackar mamma för att hon födde mig... Men jag hade nog inte varit lyckligare med henne. Men lite arg blir jag, för det gör ont. Hon borde inte ha fött oss om hon inte kunde ta hand om oss. Mina föräldrar borde ha sagt: ’nu vill vi inte ha flera barn, för vi har inte råd’. Då hade jag inte behövt lida så mycket. | „ |